# Chiesa dei Santi Michele Arcangelo e Nicola Vescovo
La chiesa dei Santi Michele Arcangelo e Nicola Vescovo è la parrocchiale di Villanova del Sillaro, in provincia e diocesi di Lodi; fa parte del vicariato di Sant'Angelo Lodigiano.

## Storia
La chiesa dei Santi Michele e Nicola, il cui giuspatronato venne affidato alla famiglia Sommariva, fu costruita su progetto degli architetti Giovanni e Ambrogio Fugazza a partire dal 1420 assieme al contiguo monastero degli Olivetani; la consacrazione venne impartita nel 1496 dal vescovo di Lodi Carlo Pallavicino.
Nella Descriptio del 1619 si legge che alla cura d'anima erano preposti i suddetti olivetani e che la parrocchiale di Villanova, inserita nel vicariato di Sant'Angelo Lodigiano, era sede delle confraternite del Santissimo Sacramento, della Dottrina Cristiana e del Rosario e avevano come filiale l'oratorio di Santa Maria.
La chiesa venne interessata da un ampliamento nel XVII secolo; in quest'occasione si procedette pure al restauro del campanile, che era stato colpito nel 1632 da una folgore.
Nel 1786 la parrocchia risultava compresa nel vicariato di Pieve Fissiraga; il 21 giugno 1798 il monastero venne soppresso e, per la cura d'anime, subentrò il clero diocesano.
Dallo Stato del clero del 1859 si apprende che la chiesa, facente parte del vicariato di Borghetto Lodigiano, aveva come filiali i due oratori di San Tommaso Apostolo e di Santa Maria; nel 1989 invece passò al vicariato di Sant'Angelo Lodigiano.

## Descrizione

### Esterno
La facciata a capanna in mattoni della chiesa, rivolta a mezzogiorno e caratterizzata da contrafforti laterali, presenta centralmente il portale d'ingresso strombato, mentre sopra si aprono il rosone e una un'ulteriore finestrella; il prospetto è coronato da tre pinnacoli.
Annesso alla parrocchiale è il campanile a base quadrata, costruito nel 1480 e suddiviso in più registri da cornici; la cella presenta su ogni lato una bifora ed è coperta dal tetto a quattro falde.

### Interno
L'interno dell'edificio si compone di un'unica navata, composta di tre campate di lunghezza diversa, sulla quale si affacciano le cappelle laterali, introdotte da archi a tutto sesto, e le cui pareti sono abbellite da lesene e controlesene sorreggenti i costoloni che scandiscono le volte a crociera, le quali si impostano su una trabeazione modanata e aggettante; al termine dell'aula si sviluppa il presbiterio, rialzato di alcuni gradini e ospitante l'altare maggiore.